# Biografielijst Sq

## Squ
- Francesco Squarcione (1397-1468), Italiaans schilder
- Squarepusher (1975), Brits elektronische muziek-artiest
- Marina Squerciati (1984), Amerikaans actrice
- Sébastien Squillaci (1980), Frans voetballer
- Chris Squire (1948-2015), Brits basgitarist en zanger